# Victor-Constant Michel
Pour les articles homonymes, voir Michel.
Victor-Constant Michel est un officier français, né le 30 janvier 1850 à Auteuil, village suburbain de Paris intégré en 1859 dans le 16e arrondissement de la capitale, et mort le 8 novembre 1937 à Meulan.
Il a dirigé l'armée française en 1911, mais il est rapidement remplacé par le général Joseph Joffre la même année. En août 1914, il est le gouverneur militaire de Paris, mais il est remplacé tout aussi rapidement par le général Joseph Gallieni puis limogé.

## Début de carrière
Fils de gendarme, il est élève à l'École spéciale militaire de Saint-Cyr de 1867 à 1869. Le 1er janvier 1870, il entre à l'école d'état-major, mais la guerre franco-allemande lui fait quitter l'école en octobre 1870 pour rejoindre le 13e corps d'armée en plein siège de Paris, comme sous-lieutenant. En novembre, il est affecté à la 3e division de la 2e armée de Paris comme lieutenant : à la bataille de Champigny le 30 novembre 1870, il est blessé au visage.
Après la guerre, Michel fait partie des troupes qui répriment la Commune de Paris ; il est nommé chevalier de la Légion d'honneur en  mai 1871. Puis retourne à l'école d'état-major. Devenu capitaine le 31 décembre 1873, il passe à l'état-major de la 1re division d'infanterie en février 1878, puis l'état-major du 15e corps en avril 1880. En février 1882, il devient l'officier d'ordonnance du général Billot, alors ministre de la Guerre. En janvier 1883, il intègre l'état-major du gouverneur militaire de Paris. Chef de bataillon en avril 1884 au 1er régiment d'infanterie, puis au 43e d'infanterie, il rejoint l'état-major du 1er corps en 1886, puis l'École de guerre en 1888.
Nommé lieutenant-colonel en 1890, il retrouve alors le 43e régiment d'infanterie. Le 13 décembre 1893, il est le sous-chef de cabinet du nouveau ministre de la Guerre, le général Mercier. Devenu colonel le 26 février 1894, il reçoit le commandement du 67e régiment d'infanterie. Général de brigade le 28 décembre 1897, il commande la 10e, puis la 22e brigade d'infanterie. Général de division le 30 décembre 1902, il est à la tête de la 42e division d'infanterie. Le 26 mars 1906, il reçoit le commandement du 2e corps d'armée. Le général Michel est nommé membre du Conseil supérieur de la guerre le 22 décembre 1907.

## Chef de l'état-major en 1911
En mai 1908, il est remplacé au commandement du 2e corps par le général Joseph Joffre et est nommé vice-président du Conseil supérieur de la guerre le 10 janvier 1911, ce qui fait de lui obligatoirement le généralissime désigné en cas de guerre.
Michel lance une fois en fonction une modification de fond du plan de mobilisation et de déploiement français (le plan XVI), proposant lors du conseil des ministres du 19 juillet 1911 de rester sur la défensive dans un premier temps, d'étirer le dispositif le long de la frontière franco-belge et de mettre les unités de réserve en première ligne dès le début des hostilités.
En raison de l'hostilité des membres du gouvernement et d'une grande partie des officiers-généraux vis-à-vis de ces idées, le ministre de la Guerre Adolphe Messimy qui le juge « incapable » le remplace par le général Joffre et destitue Michel du Conseil supérieur de la guerre le 28 juillet 1911. Le général Michel est alors nommé gouverneur militaire de Paris.

## Première Guerre mondiale
La participation du général Michel à la Première Guerre mondiale a été courte : s'il est toujours le gouverneur militaire de Paris à la déclaration de la mobilisation d'août 1914, il est remplacé le 26 août sur ordre d'Adolphe Messimy par le général Joseph Gallieni. Le général Michel ne reçoit plus aucun commandement pendant tout le reste du conflit.
Victor-Constant Michel meurt le 8 novembre 1937 à Meulan, où il s'était retiré ; il y est enterré.

## Distinctions et honneurs

### Décorations françaises
- Grand officier de la Légion d'honneur le 29 décembre 1910[4]
  -  Commandeur de la Légion d'honneur le 12 juillet 1905
  -  Officier de la Légion d'honneur, le 26 décembre 1894
  -  Chevalier de la Légion d'honneur, le 21 mai 1871
- Officier de l'Instruction publique, en janvier 1895
  -  Officier d'académie, le 14 juillet 1882
- Officier de l'ordre du Mérite agricole
- Médaille commémorative de la guerre 1870–1871

### Décorations étrangères
- Officier du Nichan Iftikhar ( Tunisie)